# Chelsie Preston Crayford
Chelsie Preston-Crayford es una actriz australiana, más conocida por haber interpretado a Tilly Devine en la serie Underbelly: Razor.

## Carrera
En 2009 se unió al elenco de la serie The Cult donde interpretó a Hannah.
En 2010 interpretó a Mia en la obra That Face.
En 2011 se unió al elenco principal de la serie Underbelly: Razor donde interpretó a la madam y criminal Tilly Devine, esposa del gánster Jim "Big Jim" Devine (Jack Campbell) y enemiga de la madam y criminal Kate Leigh (Danielle Cormack).
En 2012 apareció en la película para la televisión The Mystery of a Hansom Cab donde interpretó a Sal Rawlins, en ella compartió créditos con los actores Anna McGahan, John Waters, Felix Williamson y Brett Climo.

## Filmografía[4]

### Series de televisión
| Año  | Serie               | Personaje       | Notas                   |
| ---- | ------------------- | --------------- | ----------------------- |
| 2014 | The Code            | Sophie Walsh    | 6 episodios             |
| 2014 | Hope and Wire       | Monee           | 3 episodios - miniserie |
| 2011 | Underbelly: Razor   | Tilly Devine    | 13 episodios            |
| 2009 | The Cult            | Hannah          | 12 episodios            |
| 2003 | Shortland Street    | Missy           | 3 episodios             |
| 2001 | The Tribe           | Número Uno Rojo | 4 episodios             |
| 1999 | A Twist in the Tale | Kate Rhodes     | 3 episodios             |

### Películas
| Año  | Título                                        | Personaje     | Notas                                                                                 |
| ---- | --------------------------------------------- | ------------- | ------------------------------------------------------------------------------------- |
| 2012 | The Mystery of a Hansom Cab                   | Sal Rawlins   | junto a John Waters, Jessica De Gouw, Oliver Ackland, Felix Williamson y Anna McGahan |
| 2012 | Dripping in Chocolate                         | Rebecca Riley | junto a David Wenham, Louise Lombard, Richard Brancatisano y Geoff Morrell            |
| 2011 | Bliss                                         | Edie Bendall  | junto a Kate Elliott, Sarah Peirse, Elliott McKee y Simon London                      |
| 2010 | Home by Christmas                             | Tui           | junto a Tony Barry, Nick Blake, Jed Brophy y Martin Henderson                         |
| 2009 | The Girl from Sweden and a Maori from Dunedin | Joven         | corto - junto a Riki Gooch, Brett Mills y Margot Mills                                |
| 2009 | The Big Happiness                             | Caroline      | corto - junto a Curtis Vowell                                                         |
| 2008 | Show of Hands                                 | Betsy         | junto a Craig Hall, Melanie Lynskey y Stephen Lovatt                                  |
| 2008 | Killing Time                                  | -             | junto a Sara Allen, Sam Bunkall, Alix Bushnell y Dawn Cheong                          |
| 2007 | Fog                                           | Telly         | corto - junto a Tina Cook, Joe Dekkers-Reihana y Jim Moriarty                         |
| 2007 | White Lie                                     | -             | corto - junto a Sara Allen, Sam Bunkall y Alix Bushnell                               |
| 2007 | Eagle vs Shark                                | Jenny         | junto a Loren Horsley, Jemaine Clement y Joel Tobeck                                  |

### Escritora
| Año  | Título                                        | Notas             |
| ---- | --------------------------------------------- | ----------------- |
| 2009 | The Girl from Sweden and a Maori from Dunedin | corto - escritora |

### Teatro
| Año         | Obra                  | Personaje  | Director (a)        | Teatro                  | Notas                                                   |
| ----------- | --------------------- | ---------- | ------------------- | ----------------------- | ------------------------------------------------------- |
| 2011 - 2012 | Carnival of Souls     | Mary Henry | Oliver Driver       | Mercury y Civic Theatre | -                                                       |
| 2010        | The Idea of America   | Maureen    | Sam Shore           | TAPAC Theatre           | -                                                       |
| 2010        | That Face             | Mia        | Shane Bosher        | Silo Theatre            | junto a Jennifer Ward-Lealand, Rose McIver y Dan Weekes |
| 2010        | The Vagina Monologues | Chelsie    | Caroline Bell-Booth | Basement Theatre        | -                                                       |
| 2009        | Ruben Guthrie         | Zoya       | Shane Bosher        | Silo Theatre            | -                                                       |

## Premios y nominaciones
| Año  | Categoría                                   | Premio                         | Serie/Película    | Resultado |
| ---- | ------------------------------------------- | ------------------------------ | ----------------- | --------- |
| 2015 | Best Guest or Supporting Actress in a Drama | AACTA Award                    | The Code          | Ganadora  |
| 2012 | Most Popular New Talent                     | Silver Logie Award             | Underbelly: Razor | Nominada  |
| 2012 | Most Outstanding New Talent                 | Graham Kennedy Award           | Underbelly: Razor | Ganadora  |
| 2010 | Best Supporting Actress                     | Qantas Film & Television Award | The Cult          | Nominada  |
| 2007 | Best Short Film Performance                 | Film Award                     | Fog               | Ganadora  |